# Dolenje Lakovnice
Dolenje Lakovnice so naselje v Občini Novo mesto.